# 1. Kurentovanje (1960)
Kurentovanje 1960 je bil sploh prvi uradni ptujski karneval, 27. februarja na pustno soboto.
Nastal je na pobudo Draga Hasla in somišljenikov, organiziralo pa Zgodovinsko društvo Ptuj.

## Televizija
Celoten dogodek je iz več zornih kotov posnela še takrat RTV Ljubljana. Snemalec je delal po navodilih priznanega režiserja Frana Žižka, ki je le en mesec kasneje režiral sploh prvi prenos iz Planice.

## Povorka

### 1959: Drago Hasel dal pobudo za Kurentovanje
Zamisel o organiziranem kurentovanju modernega časa sega v petdeseta leta dvajsetega stoletja, natančneje februarja 1959. Takrat se je Dragu Haslu, ravnatelju Študijske knjižnice na Ptuju, etnologinji in umetnostni zgodovinarki dr. Štefki Cobelj ter drugim porodila ideja, da bi na Ptuju vsako leto organizirali večjo pustno prireditev, s katero bi preprečili izumiranje obstoječih pustnih običajev. Prireditev etnografskega značaja so poimenovali Ptujsko kurentovanje, po najbolj znani maski Ptujskega polja.

### Sprevod etnografskih mask
Osrednja karnevalska povorka je potekala na pustno soboto med 15.30 in 18. uro, po ptujskih mestnih ulicah, med drugim pred mestno hišo in z zaključkom na mestni tržnici. Pripravilo ga je zgodovinsko društvo Ptuj skupaj z edinonastopajočo etnografsko skupino iz bližnje vasi Markovci, kjer ima kurent že zelo dolgo tradicijo obhoda in od koder bi naj izviral. Skupaj se je zbralo 5,000 gledalcev, po številnih fotografijah verjetno še precej več.
Zaporedje mask je bilo skrbno izbrano. Na čelu pustne povorke so plesali kopjaši ob spremstvu domače godbe, sledili so jim orači, rusa, medved, vile, piceki in kurenti. Na tržnici je bila postavljena improvizirana kmečka domačija, na pragu katere je stala gospodinja, ki si je ogledovala pustne šeme. 
60-članska folklorna skupina iz Markovcev je gledalcem prikazala pustne igre: kopjašem, ki so metali kopja visoko v zrak, sta zaigrala godca, orači so peli in orali, kurenti so neutrudno zvonili, tekali okrog gledalcev in se z njimi rokovali, vile so prepevale in želele ljudem veliko dobrega...

### Napovedovalec
Karnevalsko ceremonijo z opisom mask po zvočniku je vodil Lojze Simonič, predsednik TVD Partizan iz Markovcev. 

## Galerija slik
| Mestni park | Mestna tržnica | Mestni trg | Jadranska ulica |
| ----------- | -------------- | ---------- | --------------- |
| 200x        | 260x           | 220x       | 200x            |

| Pokač na tržnici | Pokač pred mestno hišo | Pri pešmostu (Ribič) |
| ---------------- | ---------------------- | -------------------- |
| 200x             | 200x                   | 200x                 |

## Nastopajoči etnografski liki
Vse maske so bile iz bližnje vasi Markovci:
- Kopjaši
- Orači
- Ruse
- Medvedi
- Kurenti (Koranti)
- Vile
- Piceki

## Ostale prireditve
Organizirano izven enodnevnega uradnega enodnevnega Kurentovanja.

### Otroška maškarada (28.2.)
28. februarja 1960, na pustno nedeljo, od 13. do 17. ure v Kulturnem domu Breg, je pripravljalni odbor SDZL Breg organiziral tedaj že tradicionalno otroško maškarado za predšolske in šolske otroke. Vabljeni so bili tudi starši in prijatelji, a na koncu je prišlo več mask kot obiskovalcev. Za okrepčilo je bilo poskrbljeno, za glasbo je skrbel ptujski trio Doremi. Vstopnina za odrasle je znašala 30 din, za najmlajše pa 10 din, za maske pa prost vstop.

### Povorka DPD Svoboda (1.3.)
Na pustni torek, 1. marca, pa je svojo povorko organizirala še DPD Svoboda, ki je ptujski fašenk organizirala že v letih pred Kurentovanjem. Gostišča so bila polna, vzdušje je bilo veselo. Izredno mnogo je bilo tokrat maskiranih otrck, od cicibančkov pa vse do mladine. Mamice so pripravile mnogo pravljičnih oblekic za najmlajše, odrasli pa so segli po starih »rekvizitih« ali pa so pripravili nove domiselne maske.